# Hamartia
El terme hamartia deriva del grec ἁμαρτία, de ἁμαρτάνειν hamartánein, un terme originalment usat pels arquers grecs i que significa "fallar la diana"" o "errar". S'associa més sovint amb la tragèdia grega, tot i que també s'utilitza a la teologia cristiana. Sovint es diu que el terme descriu les errades o els defectes d'un personatge i els presenta com el motiu d'una possible caiguda. No obstant això, altres crítics assenyalen la derivació del terme i diuen que només es refereix a un accident o error tràgic però aleatori, amb conseqüències devastadores però sense judici implícit sobre el personatge.
Es pot resumir l'hamartia com l'error que comet l'heroi tràgic per complir el seu destí. És tràgic perquè usualment ocorre sense coneixement o voluntat del protagonista i també per les conseqüències negatives que comporta, com per exemple es veu al personatge d'Èdip, que cau en l'incest malgrat els esforços familiars per evitar la profecia. Posteriorment també va incloure la falta conscient, i en aquest sentit s'assimila al pecat, ja que suposa la condemnació del perpetrador. El concepte, teoritzat per Aristòtil, és un dels desencadenants habituals de l'acció final a la tragèdia grega i ha servit de model per a obres posteriors, tant en teatre com en novel·la.

## A laPoèticad'Aristòtil
Hamartia és descrita per primera vegada en el tema de la crítica literària per Aristòtil a la seva Poètica. La font d'hamartia es troba a la conjunció entre el personatge i les accions o comportaments del personatge tal com descriu Aristòtil.
En la seva introducció a la traducció de Poetics de SH Butcher, Francis Fergusson descriu hamartia com la qualitat interior que inicia, com en les paraules de Dante, un "moviment d'esperit" dins del protagonista per cometre accions que condueixin la trama cap al seu tràgic final, inspirant en l'audiència una acumulació de pietat i por que condueixi a la purga d'aquestes emocions, o catarsi.
Jules Brody, però, sosté que "és el cim de la ironia que la idea del defecte tràgic hauria d'haver tingut el seu origen en la noció aristotèlica d'hamartia. Sigui quin sigui el significat d'aquesta paraula problemàtica, no té res a veure amb idees com la culpa, el vici, la deficiència moral moral o similars. Hamartia és un terme no normatiu, moralment neutral, derivat del verb hamartano, que significa 'errar la diana', 'no assolir un objectiu'. I per extensió: arribar a un destí més que al previst; cometre un error, no en el sentit d'una moral del fracàs, sinó en el sentit no crític de prendre una cosa per una altra, prendre una cosa per la seva contrària. Hamartia pot suposar un error de discerniment per ignorància, per la manca d'una informació essencial. Finalment, hamartia es pot veure simplement com un acte que, per qualsevol motiu, acaba en fracàs en lloc d'èxit".
En una tragèdia grega, perquè una història sigui "d'una magnitud adequada" implica personatges d'alt rang, prestigi o bona fortuna. Si el protagonista és massa digne d'estimació, o massa malvat, el seu canvi de fortuna no evocarà la proporció ideal de pietat i por necessària per a la catarsi. Aquí Aristòtil descriu hamartia com la qualitat d'un heroi tràgic que genera aquest equilibri òptim.

## A la teologia cristiana
Hamartia també s'utilitza a la teologia cristiana pel seu ús a la Septuaginta i el Nou Testament. L'hebreu (chatá) i el seu equivalent grec (àµaρtίa/hamartia) tots dos signifiquen "fallar la diana" o "desmarcar".
L'hamartiologia defineix quatre usos bàsics per a hamartia:
1. Hamartia de vegades s'utilitza per significar actes de pecat "per omissió o comissió en pensament i sentiment o en parla i accions", com a Romans 5:12, "tots han pecat".[12]
2. Hamartia de vegades s'aplica a la caiguda de l'home des de la justícia original que va donar lloc a la propensió innata de la humanitat al pecat, és a dir, el pecat original.[3] Per exemple, com a Romans 3:9, tothom està "sota el poder del pecat".[13]
3. Una tercera aplicació es refereix a la "debilitat de la carn" i al lliure albir per resistir els actes pecaminosos. "La inclinació original al pecat de la humanitat prové de la debilitat de la carn."[14]
4. Hamartia de vegades es "personifica".[15] Per exemple, Romans 6:20 parla de ser esclau d'hamartia (pecat).